# Асър Шерборнски
Асър Шерборнски е уелски духовник и историк, епископ на Шерборн в края на IX век.
Първоначално монах в Сейнт Дейвидс в уелското кралство Дивед, в средата на 880-те години е поканен в двора на уесекския крал Алфред Велики.
През 893 година Асър съставя биография на крал Алфред, която днес е основен източник за неговия живот.
Около 895 година Асър става епископ. Умира около 909 година.